# John Clare
John Clare (Helpston, 13 de julio de 1793 - Northampton, 20 de mayo de 1864) fue un poeta romántico inglés. Terminó loco, internado en un hospital psiquiátrico (el Northampton General Lunatic Asylum), y olvidado por el público. Reivindicado muy tardíamente (en el siglo XX), se le considera como representante literario de la clase obrera inglesa y uno de los más grandes poetas de su generación, a la altura de John Keats y William Wordsworth. Se caracterizó por su amor a lo rural y su visión de la campiña inglesa. Era hijo de un campesino, y defendía el sistema del openfield contra las enclosures.

## Biografía
Pasó su infancia como pastor de gansos y ovejas en campos y bosques, y se convirtió en granjero como su padre. A los doce años dejó la escuela, pero mantuvo su pasión por la lectura y el canto, que cultivaron su talento poético.
En 1818 sus primeros sonetos captaron la atención del librero Edward Drury, que le animó a publicar sus obras. Así lo hizo en 1820 con su primera colección (Poems Descriptive of Rural Life and Scenery), que le dio cierta celebridad.
Tuvo una primera estancia en Londres, donde fue acogido en medios literarios; y protegido con una renta anual por Lord Rastock (Granville Waldegrave, segundo Baron Radstock).
Sus siguientes publicaciones fueron The Village Minstrel (1821) y The Rural Muse (1835).
Víctima de alucinaciones frecuentes, fue ingresado en el hospital psiquiátrico general de Northampton en 1841. Durante sus crisis, creía ver a Mary Joyce (su primer amor perdido), hablaba con ella y le componía poemas. Gradualmente su locura se intensificó, hasta su muerte.

## Obras
- Poems Descriptive of Rural Life and Scenery. London, 1820.
- The Village Minstrel, and Other Poems. London, 1821.
- The Shepherd's Calendar with Village Stories and Other Poems. London, 1827
- The Rural Muse. London, 1835.
- Sonnet. London 1841
- First Love
- Snow Storm
- The Firetail
- The Badger

## Ediciones modernas
- Williams, M. et R. Williams, eds. John Clare: Selected Poetry and Prose, London, Methuen, 1986 ISBN 0 416 41120 7
- Summerfield, Geoffrey, ed. John Clare. Selected Poems. London, Penguin Classics, 2000 ISBN 0-14-043724-X
- Robinson, Eric et David Powell, eds. John Clare. Major Works. Oxford, OUP, 2008 ISBN 0199549796